# Enicospilus sichuanensis
Enicospilus sichuanensis là một loài tò vò trong họ Ichneumonidae.